# Pycreus curvibracteatus
Pycreus curvibracteatus är en halvgräsart som först beskrevs av Ethirajalu Govindarajalu, och fick sitt nu gällande namn av P.Singh och Vijendra Singh. Pycreus curvibracteatus ingår i släktet Pycreus och familjen halvgräs. Inga underarter finns listade i Catalogue of Life.